# Huis Rijswijk
Huis Rijswijk, (spreek uit als Rieswiek), is een kasteel in het Liemerse dorp Groessen (gemeente Duiven) in de Nederlandse provincie Gelderland. Er is reeds sprake van het huis in een dijkbrief uit 1328. Het L-vormige huis bezit nog balkenzolders en kaponderdelen uit de 16e eeuw. Om het huis lag oorspronkelijk een gracht. Huis Rijswijk is een rijksmonument.
Huis Rijswijk dreigde te worden gesloopt voor de verlenging van de snelweg A15 van Knooppunt Ressen naar de A12 (E35), als de Tweede Kamer zou instemmen met het voorkeurstracé van minister Schultz van Haegen.

## Naamgeving
De betekenis van de naam Rijswijk is niet met zekerheid vast te stellen. Aangenomen wordt dat de naam niet ontleend is aan de mogelijke stichters, het geslacht van Ryswyck, maar aan haar ligging. Het eerste element in de naam Rijswijk is rijs, dat mogelijk verwijst naar rijshout. Wijk komt waarschijnlijk van het Latijnse woord vicus, of het woord wich dat vrij vertaald nederzetting betekent. Met deze verklaring betekent Rijswijk ‘nederzetting te midden van het rijshout’. Een andere minder waarschijnlijke verklaring is dat Rijswijk wordt gezien als een verbastering van Rijnswijk. Het ontstaan van ‘wijk’ namen wordt over het algemeen in de vroege (tot hoge) middeleeuwen geplaatst. Hierdoor is de periode waarin Huis Rijswijk moet zijn ontstaan mede te dateren. De naam Rijswijk wordt voor het eerst vermeld als Riswich, in een overzicht van tijnsgoederen van de abdij van Lorsch.

## Bouwgeschiedenis

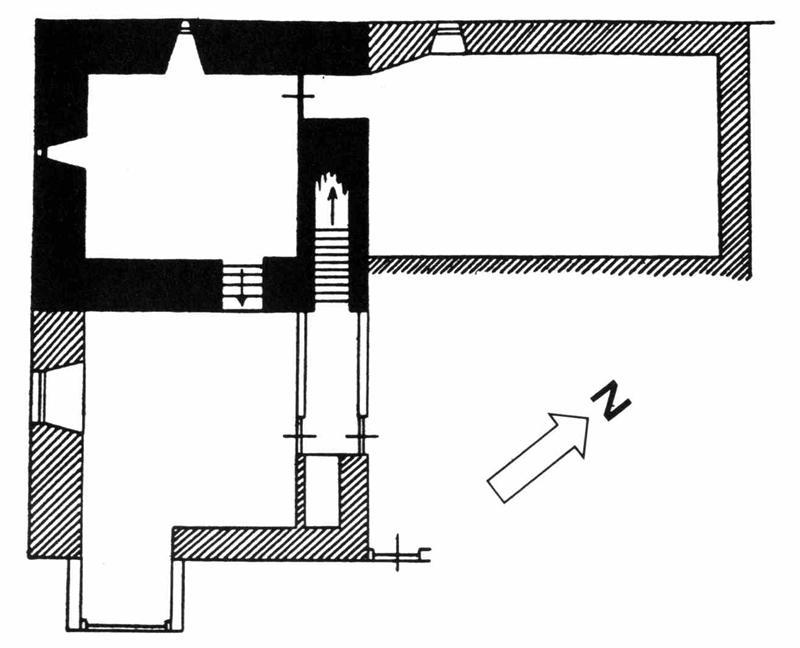
Plattegrond van Huis Rijswijk

Men heeft lang aangenomen dat het oudste deel van Huis Rijswijk oorspronkelijk een losstaande veertiende-eeuwse donjon moet zijn geweest die van de buitenkant gemeten 7,35 meter lang en 6,50 meter breed was. Later onderzoek heeft echter aangetoond dat het waarschijnlijk oorspronkelijk een poortgebouw moet zijn geweest. Bij inwendig onderzoek van het oudste deel van Huis Rijswijk is gebleken dat drie muren van het torengebouw 115 cm dik zijn en een vierde muur, waarin de trap naar de bovenverdieping leidde, 170 cm dik. Van de bovenverdieping zijn de muren iets lichter uitgevoerd, waarvan 3 muren in dikte variërend van 75 tot 110 cm en de vierde muur, waarin de trap was verwerkt die toegang gaf naar de omloop, bleek 170 cm dik. Het gebouw was oorspronkelijk afgedekt met een tentdak en omloop en bezat aan de buitenkant een kantelenrij met boogfriezen die het huis het uiterlijk gaven van een verdedigbaar kasteel. Lichtspleten in de muren zorgden voor daglicht. Later zou aan dit gebouw een laat-vijftiende-eeuws bouwdeel gezet zijn. Beide delen zijn op zeker moment verhoogd en bestonden uit drie woonlagen. Het oorspronkelijke tentdak moet bij deze verbouwing zijn veranderd in een schilddak. Aan het einde van de zestiende eeuw werd het huis met een haaks daarop staande woonvleugel uitgebreid en ook dit bouwdeel werd later met een verdieping verhoogd. Het hierdoor ontstane gebouw kreeg een L-vorm. Het pand was toen te vergelijken met de twee tekeningen van Jan de Beijer uit 1742. Ook de plattegrond, uit de ambtsatlas van de Liemers van 1735 geven deze contouren weer.
Een later bouwkundig onderzoek heeft aangetoond dat het gebouw slechts een gedeelte van een veel groter complex moet zijn geweest, waaraan ten slotte een boerderij werd aangebouwd, die in de negentiende eeuw gemoderniseerd werd. Gebleken is dat het oudste, middeleeuwse bouwdeel, in twee keer is gebouwd en dat het tweede deel is opgezet als poortgebouw. Ook een ander bouwdeel dateert uit die tijd. Door latere verbouwingen is het poortgebouw verlaagd, waarbij de kantelen verdwenen. De andere bouwdelen zijn voornamelijk negentiende-eeuws. Op de twee tekeningen van Jan de Beijer staan naast het hoofdgebouw, nog enkele andere gebouwen of resten daarvan, zoals een vrijstaande ronde toren en een ruïneus gebouw. Hieruit kunnen twee mogelijke situaties worden afgeleid. De toren en de ruïne vormen de overblijfselen van het achter het poortgebouw gelegen kasteel, of er is sprake van een te groots opgezet plan dat nooit geheel voltooid is. Om het gebouw lag een gracht, die verbonden was met het vroegere riviertje de Aa. Deze gracht is lang geleden gedempt, de periode waarin dit moet zijn gebeurd, is niet bekend.

## Schuur
Bij het huis staat een schuur die dateert uit het begin van de twintigste eeuw in een bouwstijl die is beïnvloed door de Duits-Romaanse architectuur. Deze stijl is te herkennen aan het getrapte fries als beëindiging van de topgevel. De schuur met rechthoekige plattegrond bestaat uit één bouwlaag en wordt afgesloten door een zadeldak met niet oorspronkelijke golfplaten. In de zijgevels bevinden zich regelmatig verdeelde, segment boogvormige, gietijzeren, staande stalramen met zesruits roedenverdeling. De ramen worden aan de bovenzijde afgesloten door een segmentboogvormige rollaag en aan de onderzijde door een bakstenen lekdorpel. In de topgevel bevindt zich links op de begane grond een dubbele houten geklampte segmentboogvormige inrijdeur met rechts daarvan respectievelijk een dichtgemetselde enkele deur, een zesruits stalraam, een dichtgemetselde dubbele deur met uiterst rechts een enkele houten geklampte segmentboogvormige deur. In de geveltop bevinden zich drie rondvensters met roedenverdeling. Binnen in de schuur is een gebintconstructie aanwezig, die op de begane grond is vervangen door een staalconstructie.

## Eigenaren en bewoners
Het is niet bekend wie de eerste bewoners waren van Huis Rijswijk. In de Liemerse dijkbrief van 1328 waarin vermoedelijk het bestaan van Huis Rijswijk voor het eerst wordt vermeld, worden geen namen genoemd van mogelijke bewoners. Bekend is dat in de Liemers en Groessen een geslacht van Ryswyck voorkwam, in de persoon van Gerds van Ryswyck met bezittingen in de ‘Ryswicker Ae’. Ook een Deric van Ryswyck bezat goederen in deze buurt. Het vermoeden bestaat dat zij afstammen van de vroegste bezitters van Huis Rijswijk. Het geslacht van Ryswyck wordt in de Liemers in de vijftiende en zestiende eeuw veel vermeld, vermoed wordt dat de naam van het geslacht verwijst naar het Huis Rijswijk.

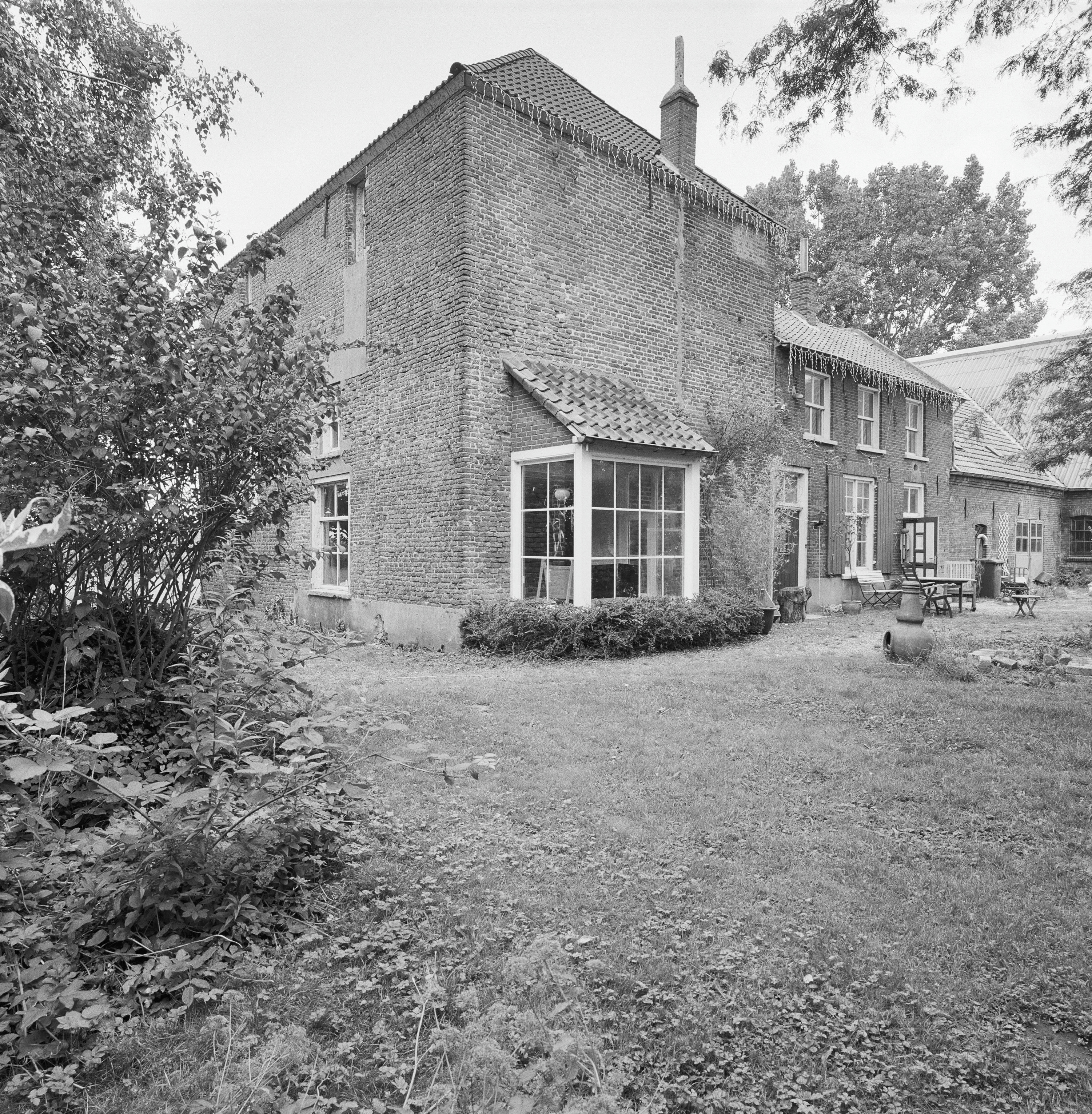
Huis Rijswijk in 2002

Met zekerheid is bekend dat het goed in 1410 in bezit was van Pelgrim ten Haeff, gehuwd met een zekere Ave die vermoedelijk een Van Rijswijk was. Pelgrim ten Haeff werd in 1392 en 1395 al genoemd als eigenaar van het Kleefse Compelmansgoed, dit is waarschijnlijk de plaats, waarop het Huis Rijswijk is gebouwd. In 1417 bleek Pelgrim te zijn overleden en bewoonden zijn zoon Arndt ten Haeff met zijn moeder Ave het Huis Rijswijk. Dit blijkt onder andere uit een stichtingsakte van de vicarie van Sint Maria Magdalena uit 1432. In 1440 wordt de zoon van Arndt ten Haeff, Johan ten Haeff genoemd als eigenaar en twintig jaar later zijn zoon Johan junior. Laatstgenoemde komt in 1478 voor op een Riddercedul van de Kleefse Ridderschap vanwege het bezit van huis Rijswijk. Bij de Ten Haeffs en de Van Ryswycks wordt vaak de in die tijd weinig voorkomende voornaam Lambert aangetroffen. Hierdoor wordt vermoed dat de ten Haeffs door erfopvolging, of huwelijk eigenaar van Rijswijk geworden zijn. Na Johan komt er geen ten Haeff meer op Huis Rijswijk voor. Wie hun directe opvolgers zijn geweest is onbekend.
In 1563 wordt Roloff van Heeckeren vermeld als waarschijnlijke bewoner van Rijswijk.
Vervolgens wordt Frans Spierinck, genoemd als eigenaar die het goed verkregen zou hebben door zijn huwelijk met Maria van Coenen. Aangenomen wordt dat hij aan het oude poortgebouw een bewoonbaar adellijk huis liet bouwen. Frans werd heer van Rijswijck genoemd en overleed in 1604. Hierna is bekend dat Rijswijk toebehoorde aan Adriaan (van) Spieringh, die vanwege dit goed verschreven was in de Kleefse Ridderschap. Hij was gehuwd met Wendela Smullinck en door dit huwelijk kwam zijn nageslacht tevens in het bezit van Huis Sevenaer. De Zevenaarse pastoor Floris Ontyt vertelt omstreeks 1660, dat zijn grootvader Albert Ontyt als rentmeester van Frans van Spirinck inwoonde op Rijswijk, dat toen werd bewoond door Frans en zijn broer Goossen van Spirinck. Frans zal later het Huis Sevenaer tot woonplaats hebben gekozen.
In 1642 werd het huis door Agnes Freifrau von Spieringh zu Ryswick, vrouwe der Herrschaft Fromberg, verkocht aan Ludwig von Rockelfingh, mede namens haar zoon Wolfgang Adrian. Aan deze Ludwig von Rockelfing hingen de volgende titels: ‘erfachtig Hofredenaer van Vlandern, heer van Nazareth, Oosthoeck, Broeck, Sickele etc.’, waaraan later ‘erfachtig gezeten tot Ryswyck’ werd toegevoegd. In 1665 komt hij in de Kleefse Ridderschap voor als Ludwig von Rockelfingh zu Rieszwick. Zijn nageslacht is nog geen eeuw eigenaar geweest.
Een Von Rockelfingh verkoopt Rijswijk aan de erven Von Coenen. Bij deze verkoop wordt de grootte vermeld van het goed dat behoorde bij Rijswijk. Het grensde aan de havezate Beerenclaauw en was 37 morgen en 237 roeden groot en was ‘schatz-frey’. met uitzondering van 3 morgen en 132 roeden. Met de overige gronden onder Rijswijk besloeg het geheel een oppervlakte van 63 morgen 132 roeden. De adellijke eigenaars bewoonden het huis niet meer, maar verpachtten het als boerderij. Maar de erven Von Coenen waren niet alleen-eigenaren, ook generaal-majoor Derck van Eck was voor een derde deel erin gerechtigd. Derk bezwaart zijn aandeel ter grootte van een zesde deel in 1745 ten behoeve van een Freiherr von Torck en deze geeft hem nogmaals een hypotheek in 1754.
In 1764 wordt Lubbert Jan van Eck eigenaar. Van hem is veel meer bekend dan van de vorige bezitters. Hij werd geboren op 26 maart 1719 op het huis Overbeek te Velp, dat hij later van zijn vader Samuel zou erven. Zijn ouders zonden hem naar de Oost en als onderkoopman kwam hij in dienst van de Vereenigde Oostindische Compagnie, waar hij het uiteindelijk bracht tot gouverneur van het eiland Ceylon, het huidige Sri-Lanka. Daar heeft hij een fortuin vergaard, dat hij belegde in gronden in Nederland. Hij overleed in 1765. Rijswijk vererfde op zijn nicht Jannette Wilhelmina van Eck, gehuwd met Jacob Willem van Eck, dit blijkt uit de boedelscheiding van 1770.
In december 1790 verkoopt zij het goed aan Heinrich Wilhelm Conrad Rappard Hij doet een half jaar later zijn verkregen bezit over aan de ‘geheimen regierungsrat’ von Lamers. Diens weduwe en kinderen zijn in 1807 eigenaren. Dochter Anna Sophia Christina huwt Johan Christiaan Theodorus Bender en in 1820 treedt hun dochter Eulalie Louise Bender, vrouwe van Rijswijk (1803-1873) in het huwelijk met jhr. mr. Carel Jacob Christiaan Frans van Nispen, heer van 't Velde (1790-1872). Vanaf 1730 is het huis verpacht geweest als boerderij aan de familie Elfrink die het in 1956 kochten van jkvr. E.L.M. van Nispen tot Pannerden, vrouwe van Rijswijk (1885-1961).
In 1998 kocht de Nederlandse Spoorwegen het goed in verband met de aanleg van de Betuweroute, maar mocht niets doen met het gebouw. In 2001 werd het verkocht aan de huidige eigenaren mevrouw Dijkstra en meneer Buring.

## Sloopplannen bij aanleg verlengde snelweg A15
In 2011 maakte minister Schultz van Haegen van Infrastructuur en Milieu plannen bekend om de A15 te verlengen vanaf het knooppunt Ressen naar Zevenaar, waardoor deze precies over Huis Rijswijk zou komen te liggen en het huis dus gesloopt zou moeten worden.
Op 9 oktober 2013 maakte het ministerie van Infrastructuur en Milieu samen met Rijkswaterstaat bekend dat het ging proberen het rijksmonument bij de aanleg van de verlengde A15 te behouden, verschillende mogelijkheden hiervoor zouden worden bekeken.
In de zomer van 2015 werd Huize Rijswijk genomineerd door Erfgoedvereniging Heemschut en Nederlandse Kastelenstichting als een van de 7 meest bedreigde gebouwen of locaties van Europa, omdat zij meenden dat er van de toezeggingen uit 2013 niet veel terecht was gekomen. Het kasteel haalde de door Europa Nostra, een Europese organisatie voor erfgoedbescherming, opgestelde lijst echter niet, zo bleek op 16 maart 2016.
Aalst · Aardenburg · Acquoy · Aerdt · Agistaldaburg · Ahof · Aldenhaag · Aller · Ambe · Ammersoyen · Ampsen · Andelst · Angeroyen · Appelburg · Appelse walburg · Appeltern · Arler · Baak · Babberich · Baer · Baerle · Bakerbosch · Balgoij · Barlham · Batenburg · Beek · Beerenclaauw · Bemmel · Bevervoorde · Bergh · Biljoen · Bingerden · Blankenborg (Laren) · Blankenborg · Blauwe Huis · Blokhuis (Ravenswaaij) · Boelenham · Boetselaersborg · Borculo · Boswaai · Brakel · Den Brakel · Den Bramel · Bredevoort · Broekhuizen · Bronkhorst · Bruchem · Bruinhorst · Brunsberg · Bulkestein · Bunswaard · Burcht van Tiel · Buren · De Buurse · Byland · Byvanck · Caetshage · Camphuysen · De Cannenburch · de Cloese · Coldenhove · Culemborg · Dedinckweerd · Delwijnen · Didam · Diepenbroek · Hof te Dieren · Huis Dijck · Dikke Tinne · Doddendaal · Dodewaard · Doornenburg · Doornik · Doorwerth · Dooyenburg · Dorth · Doseburg · Drakenburg · Dreumel · Druten · Duivelshuis · Eerbeek · De Ehze · Elburg · Eldrik · Emmerik · Engelenburg · Groot Engelenburg · Engelrode · Enghuizen · Enspijk · De Essenburgh · Essenpas · Est · Fokkinck · Gameren · Geerestein · Geldermalsen · De Gelderse Toren · Geldersweerd · Gellicum · Gendt · Gennepestein · Glindhorst · Goudenstein · ‘s-Grevenhoef · Groot Hell · Groenlo · Groesbeek · Huis te Groesbeek · Grunsfoort · Gulden Spijker · Hackfort · Hackforts Veenhuis · Hagen · Hagevoort · Hamerden · Hanepol · Harreveld · Harslo · Hassink · Het Haveke · Hedel · Heeckeren · De Heegh · Hees · De Heest · Hellouw · Hemmen · Hernen · Motte van Hernen · Heumen · Heusden · Hoekelum · Hoekenburg · De Hoeve · De Hof · Hof d'Ooy · Hof van Arkel · Huis het Holt · Holthuis · Het Holtslag · Ter Horst · Houberg · St. Hubertus · Huissen · Hulhuizen · Hulkestein · Hulsen · Hunneschans bij De Duno · Hunneschans bij Uddel · Jonker Bloo · 't Joppe · De Kamp · Karssenberg · Kemnade · Keppel · Kermestein · Kernhem · Kervel · Kiefskamp · De Kinkelenburg · Klein Enghuizen · Kleverburg · Kortenhoeve · Laag Helbergen · Lakenburg · Landfort · Langen · Latenstein · De Lathmer · Lathum · Ter Lede · Leegpoel · Leemcuyl · Leeuwen · Leeuwenbergh · Lensenburg · Lent · Leur · Leuvenum · Leyenburg · Lichtenvoorde · Lievenstein · Loenen · Loevestein · Loil · Loowaard · Luynhorst · Hof te Maasbommel · Magerhorst · Malburgen · Malderburcht · Malsen · Manhorst · Marhulsen · De Marsch · Marveld · Mathena · Maurik · Medel · Medestein · 't Medler · Meinerswijk · De Mellard · Mensink · Mergelp · Meteren · 't Meyerink · Middachten · Millingen · Mussenberg · Nagelhorst · Nederhagen · Nederhemert · Neerijnen · Huis Neerijnen · De Nesch · Nettelhorst · Nieuwe Blokhuis ·  Nijburg · Nijenbeek · Old Putten · Notenstein · Nye Huis · Olde Spijker · Oldenaller · Oldenhof (Driel) · Oldenhof (Heteren) · De Ooij · Oolde · Oud Oolde · Oosterhout · Ophemert · Opijnen · Oud Ampsen · Oude Blokhuis · Het Oude Loo · Oude Voorst · Oudenborch · Oud-Wisch · Huis te Overasselt · Overeng · Overhagen · Overlaar · 't Oye · Palmestein · De Parck · Persingen · Plekenpol · Ploen · Pluimenburg · Poederoijen · Poelwijck · Poelwijk · De Pol (Dreumel) · Huis de Poll (Huis te Gietelo) · De Poll (Huissen) · Pollenbering · Pollenstein · Puttenstein · Het Raasink · Ravenhorst · De Rees · Ressen · Reuversweerd · Reygersfoort · Rhijnestein · Huis Rijswijk · Rode Toren · Roode Wald · Rosande · Rosendael · Rossum · Rumpt · Ruurlo · Rijsselt · Schadewijk · Schaffelaar · Scherpenzeel · Schoonbroek · Schoonderbeek · Schoonenburg · Schuilenburg · Schuilkerke · Hof te Seelbeek · Sevenaer I · Sevenaer II · Sinderen (Oude IJsselstreek) · Sinderen (Voorst) · Slangenburg · Sleeburg · Slimsijp · De Snor · Soelen · Spaansweerd · Spaldorp · Spijk · Staverden · Sterkenburg · Swanepol · Tarthorst · Teisterbant (Kerk-Avezaath) · Teisterbant (Kerkdriel) · Ter Dicke · Tolhuis · Tolhuis (Tiel) · Tollenburg · Tongerlo · Toren van Wely · Tuil · Ubbergen · Uilenburg (Ewijk) · Uilenburg (Heteren) · Ulenpas · Ulft · Upladen · Valburg · Valkhofburcht · Valkhofpalts · Vanenburg · Varik · Hof te Varsseveld · 't Velde · Velhorst · Verwolde · Vierakker · De Voorst · Voorstonden · Vorden · Vosbergen · Vredenburg · Vredestein (Driel) · Vredestein (Ravenswaaij) · Vuren · Waardenburg · Waddestein · Wadenoijen · Waede · Wageningen · Walfort · 't Waliën · De Wardt · Watergoor · Watermeerwijk · Wayenstein (Huis te Herwijnen) · Well (Huis van Malsen) · Weijenrade · Westenburg · Westerholt · Weurt · De Wiersse · Wijenburg (Echteld) · De Wildenborch · De Wildt · Wilp · Wilperhorst · Winssen · Wisch · Wychen · Wolfswaard · Woolbeek · Yrst · IJzendoorn · Zeeland · Zilveren Spijker · Zuilichem · Zwaluwenburg · Zwanenburg (Heerde) · Zwanenburg (Megchelen)